# 古参近衛隊

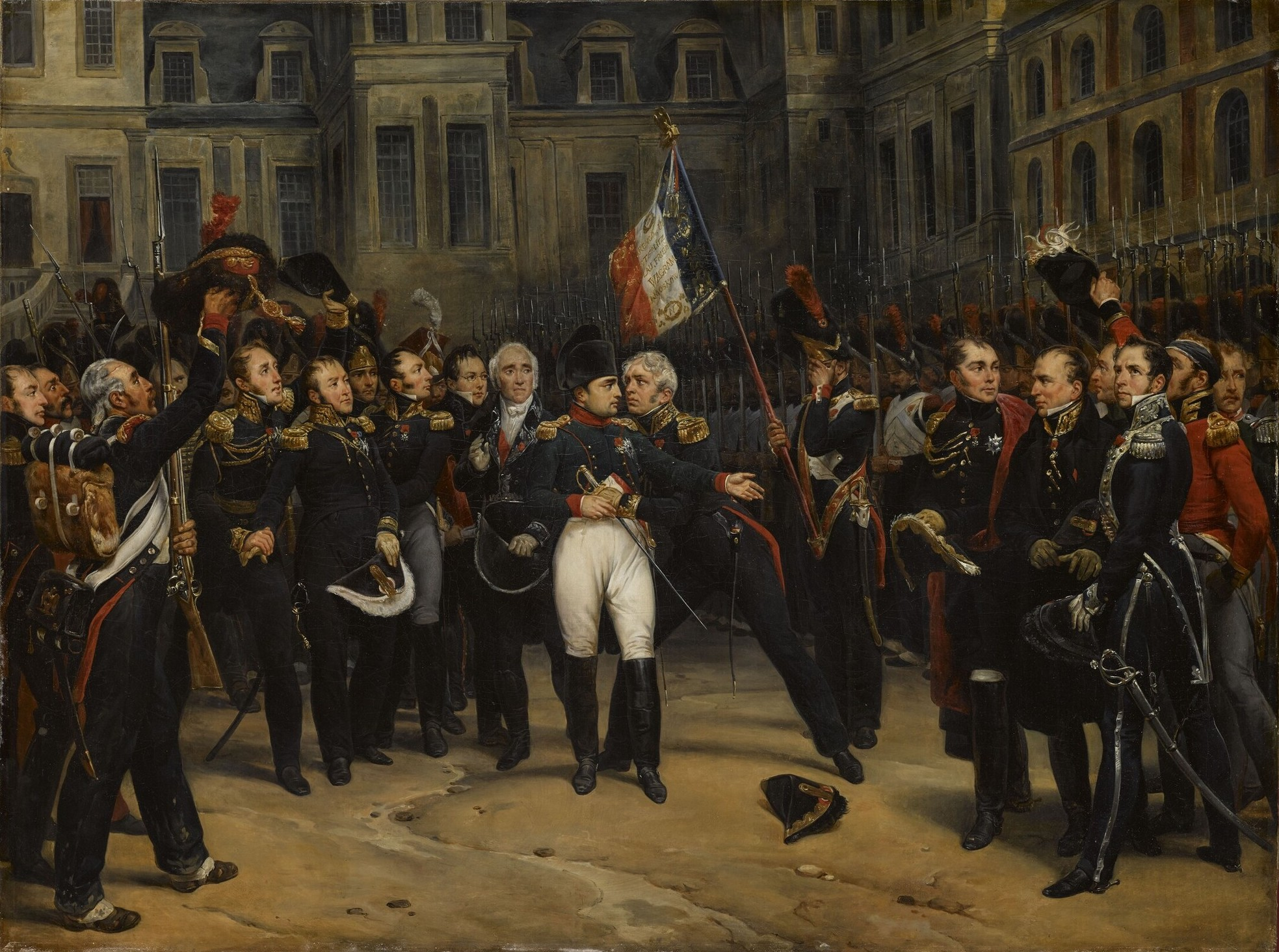
フォンテーヌブローの訣別
(画)アントワーヌ＝アルフォンス・モンフォール

古参近衛隊（こさんこのえたい, フランス語: La Vieille Garde, 英語: The Old Guard）は、フランス第一帝政時代のフランス陸軍の近衛軍団のなかの第3師団の通称、または単にナポレオンの大陸軍のなかでの最強部隊を意味する。日本語では老親衛隊（ろうしんえいたい）とも訳される。

## 古参近衛隊の構成部隊
具体的には第1近衛猟歩兵連隊、第1近衛擲弾兵連隊、（この近衛第3師団以外にも）近衛猟騎兵連隊、近衛擲弾騎兵連隊、皇后竜騎兵連隊、近衛槍騎兵連隊、マムルーク部隊、ジャンダルム・エリート騎兵中隊、近衛砲兵隊、及び他の近衛隊の下士官などが含まれる。

## 概要
もともとは、イタリア遠征軍当時の司令官ナポレオンの護衛隊が前身である。当初は騎兵部隊のみであったが、執政時代に執政親衛隊として歩兵部隊と騎兵部隊が組織されたのが原型となる。帝政の始まりとともに次第に拡大されていった皇帝近衛隊（こうていこのえたい, La Garde impériale）のうち、古参のベテラン兵を中心に構成された部隊または中堅および新規近衛隊のベテラン下士官を指している。特に近衛猟歩兵、近衛擲弾兵、近衛猟騎兵、近衛擲弾騎兵などが有名だが、これらは他の部隊とは一線を画する戦闘能力と士気の高さ、ナポレオンに対する絶対的な忠誠心で知られた。常に皇帝ナポレオン1世と共にあり、栄枯盛衰を共にした部隊として名高い。
近衛隊は、ナポレオンを家長とした軍隊家族を形成していた。ナポレオンは彼らを敬愛し、また彼らの忠誠心も並々ならぬものがあった。戦場ではナポレオンの切り札たる決戦兵力として用いられ、「黒い熊毛帽の森」「無敵の古参近衛隊」「ビッグブーツ」などの威名は敵を震え上がらせ、味方にとっては勝利を約束する存在だった。
ナポレオンとは堅い精神的な絆で結ばれていた。1814年の1回目の退位に際してフォンテーヌブロー宮殿前の広場で別離を告げた時に、ナポレオンが師団長プティ将軍を抱擁した後、軍旗に口づけして泣き崩れたという「フォンテーヌブローの訣別」は特に有名である。彼らは志願してエルバ島にも付き従い、百日天下でもナポレオンを支え続けた。
ワーテルローの戦いでは、『終盤にネイ元帥が繰り返し近衛隊の投入を要請したが、ナポレオンはこれを拒否し、躊躇したことが勝利を逃す一因になった』とも言われるが、実際にはすでに退路を遮断しようとしたプロイセン軍をプランスノアから撃退するのに出動中であり、ナポレオンの手元には予備兵力はほぼなかった。いわゆる伝説の一つである。後方の安全を確保した後に、最終局面で近衛軍団はようやく投入され、イギリス軍メイトランド旅団等の陣取るモン・サン・ジャン高地へと突撃するが、前進を阻止され側面への逆襲を受けて撃退された。
しかし敗北が決まった後も、古参近衛隊だけは戦場に踏みとどまって味方の退却を援護しつづけた。敵に完全に包囲されて降伏を勧告されるが、連隊長カンブロンヌ将軍は「近衛隊は死すとも降伏せず」（La Garde meurt mais ne se rend pas）と言ったという伝説がある。カンブロンヌは無口で片言が多い人物として知られており、実際には「糞ったれ!」（Merde!）と言い放ったと広く信じられている。ともかくこの近衛隊のモットーの通りに降伏を拒否して壊滅した。フランスで「カンブロンヌの一言」または「五文字」といえば、この「糞ったれ!」という意味である。
1840年12月、ナポレオンの遺体がパリに帰還した際の式典には、綻びた軍服を身につけた生き残りの古参近衛隊がパレードに参加した。